# Long Beach (Nova Iorque)
Long Beach é uma cidade localizada no estado americano de Nova Iorque na costa sul de Long Island, no Condado de Nassau. Ocupa uma seção central da Long Beach Barrier Island, que é a mais ocidental das ilhas de barreira externa da costa sul de Long Island. A Long Beach Barrier Island é cercada pelo Canal Reynolds ao norte, leste e oeste, e pelo Oceano Atlântico ao sul. Foi fundada em 1623 e incorporada como aldeia em 1913 e depois declarada como cidade em 1922. Possui mais de 35 mil habitantes, de acordo com o censo nacional de 2020.

## Geografia
De acordo com o Departamento do Censo dos Estados Unidos, a cidade tem uma área de 10,1 km², dos quais 5,7 km² estão cobertos por terra e 4,3 km² (43,1%) por água.

## Demografia
Desde 1930, o crescimento populacional médio, a cada dez anos, é de 25,4%.

### Censo 2020
Segundo o censo nacional de 2020, a sua população é de 35 029 habitantes e sua densidade populacional de 6 098,7 hab/km². Seu crescimento populacional na última década foi de 5,3%, acima do crescimento estadual de 4,2%.
Possui 16 771 residências que resulta em uma densidade de 2 919,9 residências/km² e um aumento de 2,0% em relação ao censo anterior. Deste total, 8,4% das unidades habitacionais estão desocupadas. A média de ocupação é de 2,3 pessoas por residência.
A renda familiar média é de 97 022 dólares e a taxa de emprego é de 64,2%.